# Joe Fields

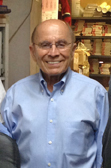
Joe Fields in 2014

Joe Fields (Jersey City, 1929 - New York, 12 juli 2017) was een Amerikaanse jazzproducer en platenbaas. In de jaren 60 was hij leidinggevende bij Prestige Records, rond 1970 leidde hij Cobblestone Records en circa 1972 richtte hij Muse Records op, dat zich voornamelijk richtte op hardbop. Nadat hij het label midden jaren 90 verkocht had aan 32 Jazz kwam hij met de platenlabels HighNote Records en Savant Records.